# François Hollande

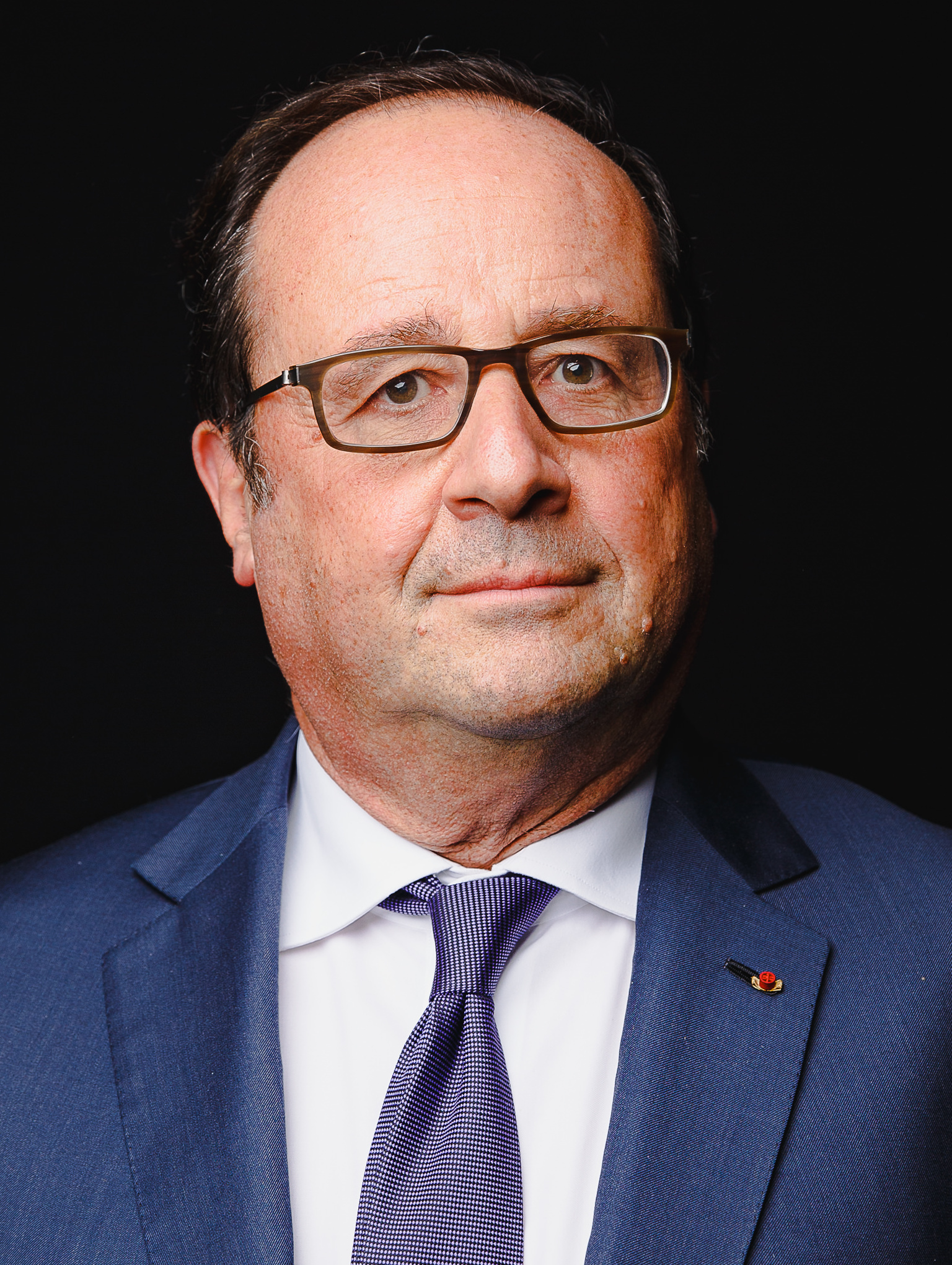
François Hollande (2017)

François Gérard Georges Nicolas Hollande [fʁɑ̃s'wa ɔl'ɑ̃d] (* 12. August 1954 in Rouen, Seine-Maritime) ist ein französischer Politiker der Sozialistischen Partei (PS) und war von Mai 2012 bis Mai 2017 Staatspräsident der Französischen Republik. Von 1997 bis 2008 war Hollande Vorsitzender der PS.

## Leben

### Herkunft und Ausbildung
Protestantische Vorfahren der später katholischen Familie Hollande waren vor 400 Jahren aus den habsburgischen Niederlanden eingewandert. Sein Vater, der Hals-Nasen-Ohren-Arzt Georges Gustave Hollande (1923–2020), war praktizierender Katholik und Nationalist: Er sympathisierte während des Algerienkrieges mit der rechtsextremen OAS und kandidierte mehrfach auf kommunaler Ebene auf Listen der extremen Rechten. Hollandes Mutter Nicole Frédérique Marguerite Tribert (1927–2009) war Sozialarbeiterin und politisch eher links stehend.
Hollande besuchte das Lycée Pasteur in Neuilly-sur-Seine. Obwohl zunächst ausgemustert, leistete er freiwillig seinen Wehrdienst ab und studierte dann Rechtswissenschaften an der Universität Paris II. Er erwarb außerdem Abschlüsse dreier französischer Elitehochschulen, des Instituts d’études politiques de Paris (SciencesPo), der Handelshochschule École des hautes études commerciales (HEC) sowie der École nationale d’administration (ENA). Während seiner Zeit an der HEC stand er während der französischen Präsidentschaftswahl von 1974 einem Komitee zur Unterstützung von François Mitterrand (1916–1996) vor. 1980, nach dem Abschluss der ENA, begann er seine berufliche Karriere am Rechnungshof.

Hollande mit seiner früheren Lebensgefährtin Ségolène Royal (2007)

An der ENA lernte Hollande Ende der 1970er Jahre bei einem Studienprojekt über kommunale Problemgebiete seine spätere Lebensgefährtin und Parteikollegin Ségolène Royal kennen. Die beiden lebten fast 30 Jahre in einer Beziehung.

### Parteieintritt und Einzug ins Parlament
1979 trat Hollande der Sozialistischen Partei bei und wurde durch die Fürsprache von Jacques Attali Berater François Mitterrands in Wirtschaftsfragen. Nach dem Wahlsieg Mitterrands bei der Präsidentschaftswahl 1981 folgte er diesem als Berater in den Élysée-Palast. Im gleichen Jahr kandidierte er erfolglos gegen Jacques Chirac für ein Parlamentsmandat im zentralfranzösischen Département Corrèze.
1983 wurde Hollande Büroleiter der Pressesprecher des Kabinetts Mauroy (der Regierung von Pierre Mauroy). Im gleichen Jahr wurde er zum Gemeinderat von Ussel im Département Corrèze gewählt; seine Bürgermeisterkandidatur scheiterte.
1988, nach der Wiederwahl Mitterrands als Präsident bei der Wahl 1988, kandidierte Hollande, diesmal erfolgreich, um ein Parlamentsmandat im Département Corrèze, wobei er den Wahlkreis gegenüber seiner Kandidatur 1981 wechselte. Im gleichen Jahr wurde er Professor für Ökonomie für die Studenten im dritten Studienjahr an der SciencesPo; diese Lehrtätigkeit praktizierte er bis 1991. 1989 wechselte er aus Ussel in den Gemeinderat von Tulle, wo er Beigeordneter des Bürgermeisters wurde.
1993 verlor Hollande sein Abgeordnetenmandat und übernahm bis 1997 den Vorsitz eines politischen Clubs (Club Témoin) unter der Regie von Jacques Delors. Gleichzeitig arbeitete er als Rechtsanwalt.

### Rückkehr ins Parlament und Aufstieg zur Führungsfigur der Sozialisten
Innerparteilich unterstützte Hollande Anfang der 1990er Jahre die Strömung um Pierre Mauroy und Lionel Jospin, stand aber gleichzeitig in engem Kontakt mit Delors. In der PS wurde er 1994 Parteisekretär für Wirtschaftsfragen und im Vorfeld der französischen Präsidentschaftswahl 1995 Pressesprecher von Lionel Jospin für dessen Wahlkampagne. Die gleiche Funktion übernahm er nach der Wahl für die PS.
1997, beim Sieg der Gauche plurielle bei den Parlamentswahlen, wurde Hollande wieder zum Abgeordneten für Corrèze gewählt; das Mandat konnte er 2002 und 2007 verteidigen. Im gleichen Jahr wurde er, als Nachfolger des zum Premierminister ernannten Jospin, Parteivorsitzender (französisch Premier Secrétaire) der PS. Im Juni 1999 wurde Hollande zudem Abgeordneter des Europäischen Parlaments; dieses Mandat legte er aber bereits im Dezember 1999 nieder. Im selben Jahr wurde er zum Vizepräsidenten der Sozialistischen Internationale gewählt. 2001 wurde er dann Bürgermeister von Tulle.
Nach dem Debakel von Lionel Jospin bei der Präsidentschaftswahl 2002, der anschließenden Niederlage der PS bei den Parlamentswahlen und dem Rückzug Jospins aus der Politik übernahm Hollande von diesem die Führungsrolle innerhalb der PS. Er führte die Partei zum Wahlsieg bei den Regional- und Kantonalwahlen 2004, bei denen die linken Parteien, angeführt von der PS, 20 von 22 Regionen im europäischen Frankreich und Guadeloupe gewannen sowie in 51 der 100 Generalräte der Départements den Präsidenten stellten. Die PS gewann mit 29 Prozent der Stimmen auch deutlich die Europawahl im Juni 2004.
In der Debatte um die Europäische Verfassung stellte sich Hollande klar auf die Seite der Befürworter und widersetzte sich damit öffentlich dem zweiten Mann der Partei, Laurent Fabius. Auf Hollandes Initiative hin wurde ein parteiinternes Referendum zu dieser Frage abgehalten, bei dem seine Linie eine Mehrheit fand. Anschließend strukturierte er die Parteiführung um, wobei Fabius zwar in seinen Funktionen verblieb, aber viele andere Gegner der Europäischen Verfassung im Parteisekretariat durch Befürworter wie Martine Aubry, Dominique Strauss-Kahn oder Jack Lang ersetzt wurden. Nicht wenige unter ihnen hatten zuvor den Regierungen unter Jospin angehört. Hollandes Position wurde dann aber 2005 durch die Ablehnung der Europäischen Verfassung in einem nationalen Referendum geschwächt, bei der viele Sympathisanten der PS mit „Nein“ stimmten.

### Verzicht auf Präsidentschaftskandidatur 2007
Im Vorfeld der Präsidentschaftswahl 2007 bewarb sich Hollandes Lebensgefährtin Ségolène Royal erfolgreich um eine Kandidatur als PS-Präsidentschaftskandidatin, während Hollande selbst auf eine Bewerbung verzichtete. Aus dieser Zeit stammt die scherzhafte Titulierung Hollandes als Monsieur Royal, obwohl sich das Paar 2007 privat wie politisch auseinandergelebt hatte. Royal profilierte sich in ihrer Wahlkampagne teilweise gegen die eigene Partei, was dem Ziel von Hollande, die Partei zu einen, zuwiderlief. Unmittelbar nach der von Royal verlorenen Präsidentschaftswahl gab das Paar seine Trennung bekannt (Hollande soll zu diesem Zeitpunkt schon länger mit seiner darauffolgenden Lebensgefährtin liiert gewesen sein).
Im März 2008 kandidierte Hollande erneut als Bürgermeister von Tulle, legte aber das Amt und auch sein Gemeinderatsmandat trotz eines Wahlsiegs unmittelbar danach nieder, um Präsident des Generalrates von Corrèze zu werden (Hintergrund: Abgeordnete der Nationalversammlung dürfen maximal ein Wahlamt auf kommunaler und regionaler Ebene ausüben). Im November 2008 kandidierte er, nach elf Jahren an der Parteispitze, nicht mehr als Premier Secrétaire der PS (er wurde von Martine Aubry abgelöst).

### Kandidatur und erfolgreiche Präsidentschaftswahl 2012
Am 31. März 2011, unmittelbar nach seiner Wiederwahl als Präsident des Generalrates von Corrèze, gab Hollande seine Bewerbung um die Nominierung als Kandidat der PS für die Präsidentschaftswahl in Frankreich 2012 bekannt. Er zählte in den Umfragen von Beginn an zu den Favoriten für die Nominierung; diese wurde von der Partei erstmals in Form einer offenen Vorwahl (primaires citoyennes) entschieden. Im Mai 2011 verzichtete Dominique Strauss-Kahn nach bekannt gemachten Vergewaltigungsvorwürfen auf eine Bewerbung; ab diesem Zeitpunkt galt Hollande endgültig als Favorit. Im ersten Wahlgang der Vorwahlen im Oktober 2011 lag er mit 39 Prozent der Stimmen an der Spitze der Bewerber und musste sich einer Stichwahl gegen Martine Aubry (30 Prozent) stellen. Diese gewann er mit rund 57 Prozent der Stimmen und war damit Kandidat der PS bei den Präsidentschaftswahlen 2012. Hollande bezeichnete sich im Wahlkampf als Feind der Finanzmärkte:

« Mon véritable adversaire, il n’a pas de nom, pas de visage, pas de parti, il ne présentera jamais sa candidature, il ne sera jamais élu et pourtant il gouverne. Cet adversaire, c’est le monde de la finance. »

„Mein wahrer Gegner hat keinen Namen, kein Gesicht, keine Partei, er wird sich niemals zur Wahl stellen, er wird nie gewählt werden und trotzdem regiert er. Dieser Gegner, das ist die Welt der Finanzen.“

Hollande bezeichnete seine Präsidentschaftskandidatur als Bewerbung für ein Amt, das er als „normaler“ Präsident auszuüben gedenke.
Dieser Satz zielte auf die polarisierende und als sprunghaft geltende Persönlichkeit von Amtsinhaber und Gegenkandidat Nicolas Sarkozy. In den Umfragen nach dieser Äußerung wünschten sich die meisten Franzosen einen „normalen“ Präsidenten. Die Rede vom „normalen Präsidenten“ wurde für seine Wahlkampagne zum zentralen Thema.

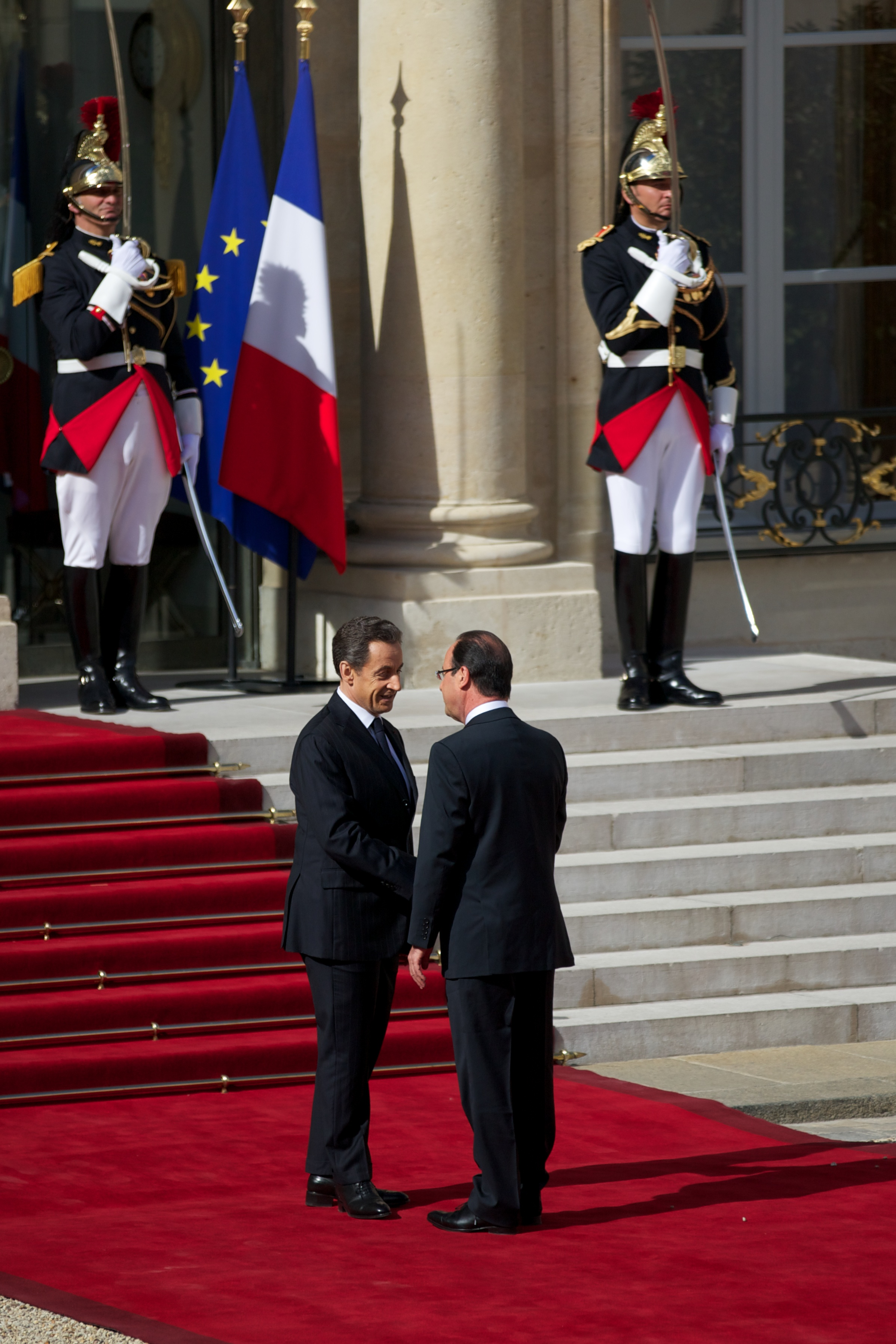
Amtseinführung am 15. Mai 2012 durch seinen Vorgänger Sarkozy

Hollande lag in Umfragen ab seiner Nominierung durchgehend bis zur Stichwahl am 6. Mai 2012 vor Sarkozy, sowohl für eine Stichwahl als auch mehrheitlich für den ersten Wahlgang. Zeitweise erreichte er für den zweiten Wahlgang Umfragewerte von über 60 Prozent. Er setzte unter dem Slogan „Le Changement, c’est maintenant“ neben dem Motiv des „normalen Präsidenten“ im Wahlkampf vor allem auf eine stärkere Umverteilungspolitik (unter anderem durch eine drastische Anhebung des Spitzensteuersatzes bis auf 75 Prozent für Einkommen über einer Million Euro) und mehr soziale Gerechtigkeit. Außerdem forderte er eine Neuverhandlung des Europäischen Fiskalpakts und dessen Ergänzung um einen „Wachstumspakt“, was in Deutschland heftig diskutiert wurde.
Hollande gewann den ersten Wahlgang am 22. April 2012 mit 28,6 Prozent der Stimmen. Es war das beste Ergebnis eines sozialistischen Kandidaten in einem ersten Wahlgang seit dem Erfolg von François Mitterrand im Jahr 1988. Vor dem zweiten Wahlgang erhielt Hollande neben Wahlaufrufen der ausgeschiedenen linken Kandidaten Jean-Luc Mélenchon und Eva Joly überraschenderweise auch die persönliche Unterstützung des Zentristen François Bayrou. Den zweiten Wahlgang am 6. Mai 2012 gewann Hollande mit 51,6 Prozent der Stimmen. Er ist damit der zweite sozialistische Präsident der Fünften Republik nach François Mitterrand, der von 1981 bis 1995 regierte.

### Regierungszeit
Hollande war ohne Regierungserfahrung, als er gewählt wurde. Er berief den ebenfalls in der großen Politik unerfahrenen Jean-Marc Ayrault als Premierminister, der ein Kabinett bildete. Bei der Französischen Parlamentswahl im Juni 2012 erhielt der Parti Socialiste auch in der Nationalversammlung eine absolute Mehrheit. Es kam daher nicht zu einer Cohabitation. Seinen ersten Antrittsbesuch machte Hollande in Berlin bei Bundeskanzlerin Merkel (Kabinett Merkel II). Seine ersten hundert Tage als Präsident wurden durch die Auseinandersetzungen über die gleichgeschlechtliche Ehe verdunkelt.
Hollande ordnete nach seiner Amtsübernahme beim Rechnungshof (Cour des comptes) einen Kassensturz an. Allein 2012 fehlten nach Angaben des Rechnungshofs (2. Juli 2012) im Haushalt sechs bis zehn Milliarden Euro, wenn die Regierung ihre internationalen Sparverpflichtungen eingehalten hätte. 2013 hätten (laut der Prognose von 2012) 33 Milliarden Euro an den geplanten Staatsausgaben gekürzt werden müssen, um die Defizit-Obergrenze von 3,0 Prozent des Bruttoinlandsprodukts einzuhalten.
Obwohl er im Wahlkampf versprochen hatte, die umstrittenen Roma-Abschiebungen seines Vorgängers zu stoppen, wurden im August 2012 landesweit Roma-Wohnsiedlungen geräumt und hunderte dort wohnender Menschen nach Rumänien und Bulgarien abgeschoben.
Die Erhöhung des Spitzensteuersatzes auf 75 Prozent, die Hollande im Präsidentschaftswahlkampf versprochen hatte, wurde im Dezember 2012 vom französischen Verfassungsrat als verfassungswidrig aufgehoben, was allgemein als schwere politische Niederlage des Präsidenten gewertet wurde. Die Regierung bekundete ihre Absicht, den Gesetzesentwurf in einer revidierten Fassung erneut einzubringen.
2012 wurden die Kriterien zum Haushaltsdefizit des Europäischen Fiskalpaktes von maximal 3,0 Prozent des BIP mit 4,8 Prozent klar verfehlt. Der Gesamtschuldenstand betrug Ende 2012 1,834 Billionen Euro, was 90,2 Prozent des BIP entsprach.

Hollande beendete 2012/2013 die französische Beteiligung am Krieg in Afghanistan. Im Januar 2013 befahl Hollande die Militärintervention Opération Serval in Mali auf Anfrage der dortigen Regierung und unter Billigung der Vereinten Nationen. Er führte im Frühjahr 2013 gegen erbitterte, teils gewalttätige Proteste konservativ-katholischer Kreise die gleichgeschlechtliche Ehe ein.

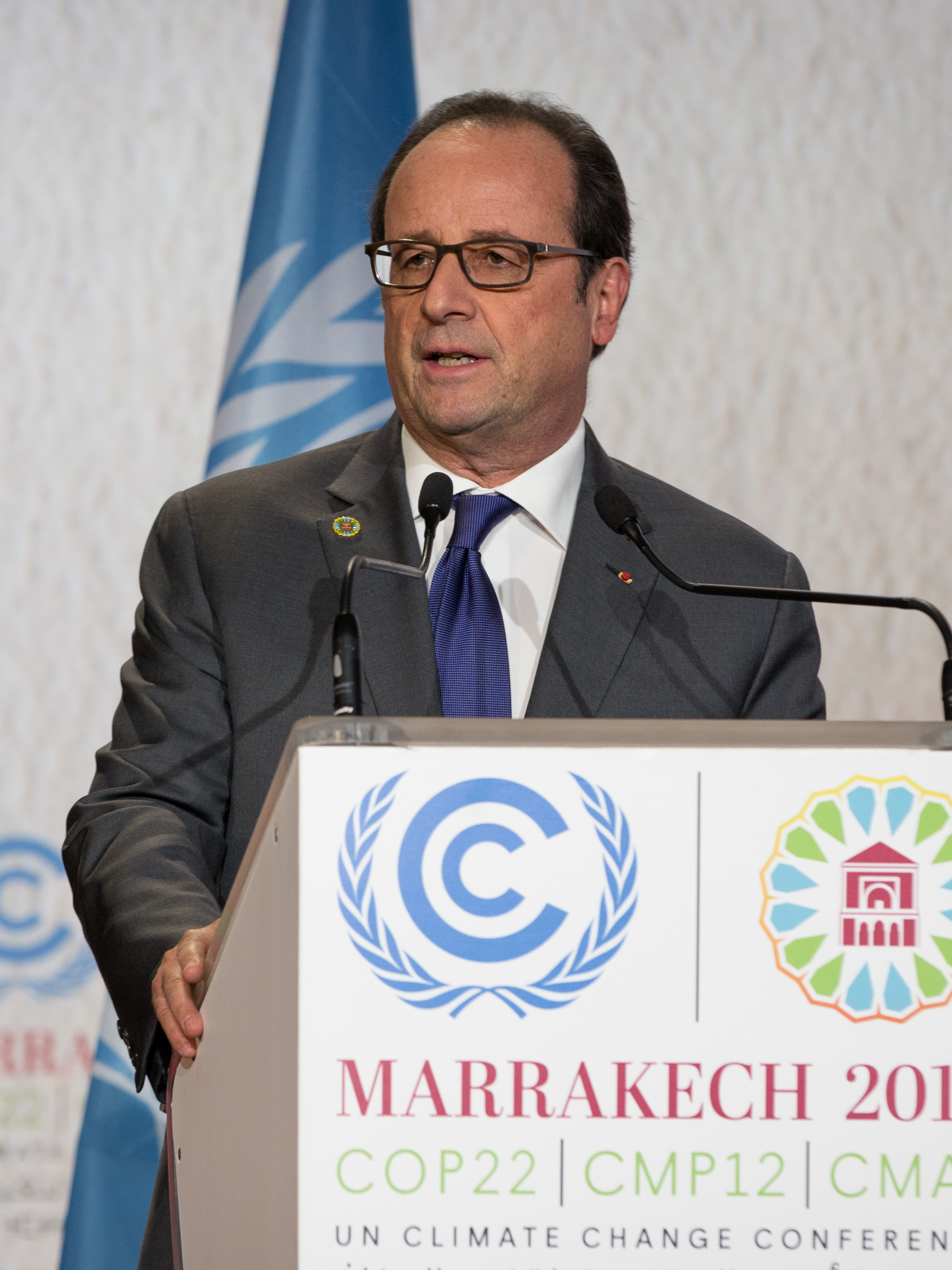
Hollande während der UN-Klimakonferenz 2016

Die Zahl der Arbeitslosen betrug im März 2013 3,225 Millionen, zu diesem Zeitpunkt ein Höchstwert der französischen Geschichte. Die Arbeitslosenquote lag im Februar 2013 bei 10,8 Prozent. Entgegen Hollandes Bestrebungen stieg die Arbeitslosenzahl bis Ende 2013 auf 3,303 Millionen.
Im September 2013 befürwortete Hollande im Bürgerkrieg in Syrien einen Militärschlag gegen den syrischen Machthaber Baschar al-Assad.
Nach dem Anschlag auf Charlie Hebdo am 7. Januar 2015 ordnete Hollande für den folgenden Tag Staatstrauer an und bezeichnete die ermordeten Journalisten und Zeichner als „unsere Helden“, den Anschlag selbst verurteilte er als „terroristisches Attentat mit außergewöhnlicher Brutalität“. Nach den Pariser Anschlägen vom 13. November 2015 versprach er auf der Trauerfeier am 27. November, alles zu tun, um die „Armee der Fanatiker zu zerstören“, und erklärte, Frankreich werde bleiben, wie es ist.
Hollandes Popularität war 2016 gering. Laut einer internen Umfrage der PS im August 2016 hätte Hollande gegen Arnaud Montebourg eine Kampfabstimmung zur Kandidatur als Präsidentschaftskandidat verloren. Im Juli 2016 wurde vom Le Canard enchaîné enthüllt, dass sich Hollande einen eigenen Friseur leistete, der für seine Dienste fast 10.000 € Bruttomonatsgehalt inkl. Lohnnebenkosten erhielt, so viel wie ein französischer Minister.

### Verzicht auf Präsidentschaftskandidatur 2017
Am 1. Dezember 2016 gab Hollande in einer Fernsehansprache bekannt, dass er nicht für die Präsidentschaftswahl kandidieren wird. Ein zuvor erschienenes Buch zweier auf Affären spezialisierter Reporter hat zu diesem Entschluss beigetragen.
Seit dem Beginn der Fünften Republik in Frankreich hat noch kein Präsident nach seiner ersten Amtszeit eine weitere Kandidatur ausgeschlossen. Hollande galt damit in den letzten Monaten seiner Amtszeit als Lame Duck.

### Rückkehr in die Nationalversammlung 2024
Im Juni 2024, nach den Europawahlen 2024, aus der die rechtsnationalistische Partei Rassemblement National als stärkste Kraft in Frankreich hervorgegangen war sowie nach der auf die Europawahl folgende Auflösung der französischen Nationalversammlung durch den französischen Staatspräsidenten Emmanuel Macron, gab Hollande bekannt, bei den Neuwahlen für das Linksbündnis zu kandidieren. Er habe die Entscheidung, wieder für einen Abgeordnetensitz zu kandidieren getroffen, weil die Lage „mehr als sie es je gewesen ist“ ernst sei. In der Stichwahl gelingt ihm am 7. Juli 2024 im Département Corrèze im Südwesten Frankreichs ein Sieg mit rund 43 Prozent und damit die Rückkehr in das Parlament.

### Privatleben
Nach seiner fast 30-jährigen Partnerschaft mit Ségolène Royal, mit der er vier Kinder hat, war er seit Mitte der 2000er Jahre mit der Journalistin Valérie Trierweiler liiert; Royal gab im Sommer 2007 schließlich ihre Trennung von Hollande bekannt. Von 2010 bis 2014 lebte Hollande mit Valérie Trierweiler zusammen. Trierweiler veröffentlichte in der Folge ein Enthüllungsbuch über ihre Beziehung mit Hollande.
Hollande wurde schon seit 2013 eine Affäre mit der Schauspielerin Julie Gayet nachgesagt. Im März 2013 klagte Gayet wegen Verletzung der Privatsphäre gegen den über diese Affäre berichtenden Blogger. Die publizistische Zurückhaltung endete im Januar 2014, als die Zeitschrift Closer hierzu Bilder eines Paparazzo veröffentlichte. Auf Betreiben von Gayet nahm Closer die Bilder der Fotostrecke von der Internetseite; die Zeitschrift konnte weiterhin verkauft werden. Bei der Jahrespressekonferenz am 14. Januar 2014 bekräftigte Hollande: „Private Angelegenheiten werden privat behandelt in der respektvollen Vertrautheit für jeden.“ Am 25. Januar 2014 gab er die Trennung von Valérie Trierweiler bekannt. Nach dem Ende der Amtszeit Hollandes trat Julie Gayet öffentlich als dessen Lebensgefährtin auf. Sie heirateten im Juni 2022.

## Resonanz
In den Medien wurde Hollande häufig mit dem Spitznamen Flanby betitelt. Mit diesem Begriff wird ein Wackelpudding beschrieben. Als Urheber des Spitznamens gilt Arnaud Montebourg.
Die Ehefrau von Sarkozy und Sängerin Carla Bruni bezeichnete Hollande in einem Lied als Pinguin, ein Name der auch in der Presse aufgegriffen wurde.
Zwischen April 2012 und Juli 2016 traf sich Hollande 60 Mal mit den Le-Monde-Redakteuren Gérard Davet und Fabrice Lhomme zu Gesprächen, in denen er seine politischen Positionen darlegte, die Mitte Oktober 2016 in dem Buch Un président ne devrait pas dire ça… (Ein Präsident dürfte so etwas nicht sagen), erschienen. Darin vertrat er unter anderem die Ansicht, seine Partei müsse „liquidiert werden“.
Die Journalistin Anne Sinclair analysierte im April 2017 die Persönlichkeit von Hollande: „François Hollande ist für mich ein Mysterium. Es bleibt ein Rätsel, warum dieser Mann, der sehr intelligent ist, ein guter Politiker, dermaßen schlecht abgeschnitten hat. Er ist so unbeliebt, dass er noch nicht einmal zur Wiederwahl angetreten ist. Das hat es in der Geschichte der Fünften Republik noch nie gegeben!“ Manuel Valls habe in einem ihrer Gespräche über seinen Damals-noch-Chef gesagt, Hollande würde es hassen, weh zu tun. Das klingt ziemlich seltsam für einen Präsidenten. War er einfach zu schwach für die komplexe Zeit, in die sein Mandat fiel? „Definitiv. Er wäre in ruhigeren Zeiten ein guter Präsident gewesen. Sein Problem ist, dass er zwar extrem präzise und klarsichtig analysiert, aber unfähig ist, die richtigen Konsequenzen daraus zu ziehen. Er ist ein großer Verdränger.“

## Wahlmandate
- 2012–2017: Staatspräsident der Französischen Republik
- 1988–1993, 1997–2012 und seit 2024: Abgeordneter in der französischen Nationalversammlung
- 2008–2012: Präsident des Generalrates von Corrèze
- 1999: Mitglied des Europäischen Parlaments
- 1992, 1998–2001: Mitglied des Regionalrates des Limousin
- 2001–2008: Bürgermeister von Tulle (Corrèze)
- 1989–1995: Stellvertretender Bürgermeister von Tulle (Corrèze)
- 1989–2008: Mitglied im Gemeinderat von Tulle (Corrèze)
- 1983–1989: Mitglied im Gemeinderat von Ussel (Corrèze)

## Auszeichnungen (Auszug)
- Großkreuz der Ehrenlegion (als Amtsinsignie)[51]
- Großkreuz des Ordre national du Mérite
- 2012: Orden vom Weißen Adler (Polen)
- 2012: Großkreuz mit Großer Ordenskette des Verdienstordens der Italienischen Republik
- 2013: Großkreuz des Nationalordens von Mali
- 2013: Orden des Weißen Doppelkreuzes 1. Klasse
- 2013: Sonderstufe des Großkreuzes des Verdienstordens der Bundesrepublik Deutschland
- 2013: Groß-Stern des Ehrenzeichens für Verdienste um die Republik Österreich
- 2013: Félix-Houphouët-Boigny-Friedenspreis
- 2014: Großkreuz des Ordens vom Niederländischen Löwen
- 2014: Knight Grand Cross des Order of the Bath
- 2017: Ukrainischer Orden der Freiheit[52]

## Werke
- La Gauche bouge, éd. Jean-Claude Lattès, 1985
- L’heure des Choix (dt. sinngemäß: Die Stunde der Entscheidungen) 1991 – in Zusammenarbeit mit Pierre Moscovici
- L’Idée socialiste aujourd’hui, Omnibus, 2001
- Devoirs de vérité, interviews mit Edwy Plenel, Stock, 2007
- Droit d’inventaires, interviews mit Pierre Favier, Le Seuil, 2009
- Le rêve français, Éditions Privat, 2011
- Un destin pour la France, Fayard, 2012
- Changer de destin, Robert Laffont, 2012
- Les Leçons du pouvoir, Stock, 2018
- Le défi de gouverner, 2024